# 1386
1386 (MCCCLXXXVI) a fost un an obișnuit al calendarului iulian, care a început într-o zi de miercuri.

## Nașteri
- Donatello (n. Donato di Niccolò), sculptor italian (d. 1466)

- Henric al V-lea, rege al Angliei (d. 1422)
- Ioan de Capistrano, călugăr și teolog franciscan (d. 1456)

## Decese
- Dan I, 31 ani, domn al Țării Românești (n. 1354)
- William Langland, 54 ani, poet englez (n. 1332)